# Aldan (riu)
|  | Aquest article tracta sobre el riu. Vegeu-ne altres significats a «Aldan». |

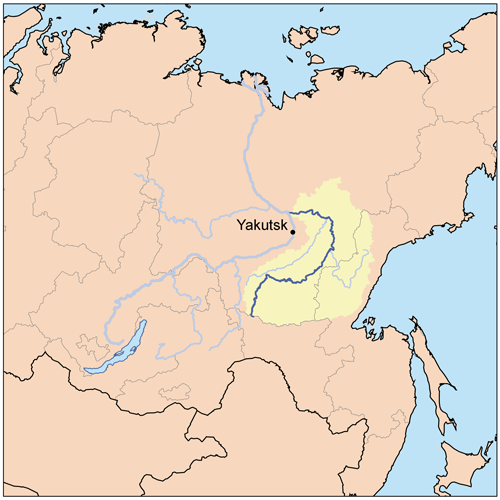
Curs i conca de l'Aldan

L'Aldan (en iacut i rus: Алда́н) és un riu de la Sibèria Oriental i el segon afluent més llarg del Lena, amb 2.273 km de llargada, dels quals 1.600 són navegables. La conca té una superfície de 729.000 km². Neix a les Muntanyes Stanovoi, al sud-oest de Nériungri, i flueix cap al nord-est deixant la ciutat d'Aldan al sud. Després de passar per Tommot, Ust' Maia, El' dikan i Khandugan, vira cap al nord-oest i desemboca al Lena prop de Batamai. Els afluents més importants són l'Amgà, l'Utxur i el Maia. La conca hidrogràfica és coneguda per les explotacions d'or i les troballes de fòssils cambrians.